# Elf (film)
Elf är en tysk-amerikansk julinspirerad komedifilm från 2003, med Will Ferrell i huvudrollen. Regisserad av Jon Favreau. Filmen handlar om människobarnet Buddy (Will Ferrell) som blir uppfostrad av tomtenissar (elf är det engelska ordet för tomtenisse), och sedan som vuxen återvänder till storstaden för att leta reda på sin biologiska far.

## Handling
Som spädbarn kryper Buddy Hobbs av misstag in i tomtens julklappssäck och får följa med hela vägen tillbaka till tomteverkstaden på Nordpolen. Där upptäcks han och blir adopterad av en vuxen nisse, spelad av Bob Newhart. Buddy växer och blir uppfostrad som vilken annan tomtenisse som helst. Med åren blir tecknen på att han inte riktigt passar in tydligare och tydligare. Han är tre gånger större än de andra nissarna och är inte alls lika duktig på att slå in julklappar.
Buddy får till slut reda på att Nordpolen inte är hans riktiga hem, och att han har en biologisk familj någonstans i New York. Han ger sig iväg för att söka upp sin familj, men i New York väntar en rejäl kulturkrock. Livet i storstaden är inte riktigt som Buddy är van med.

## Om filmen

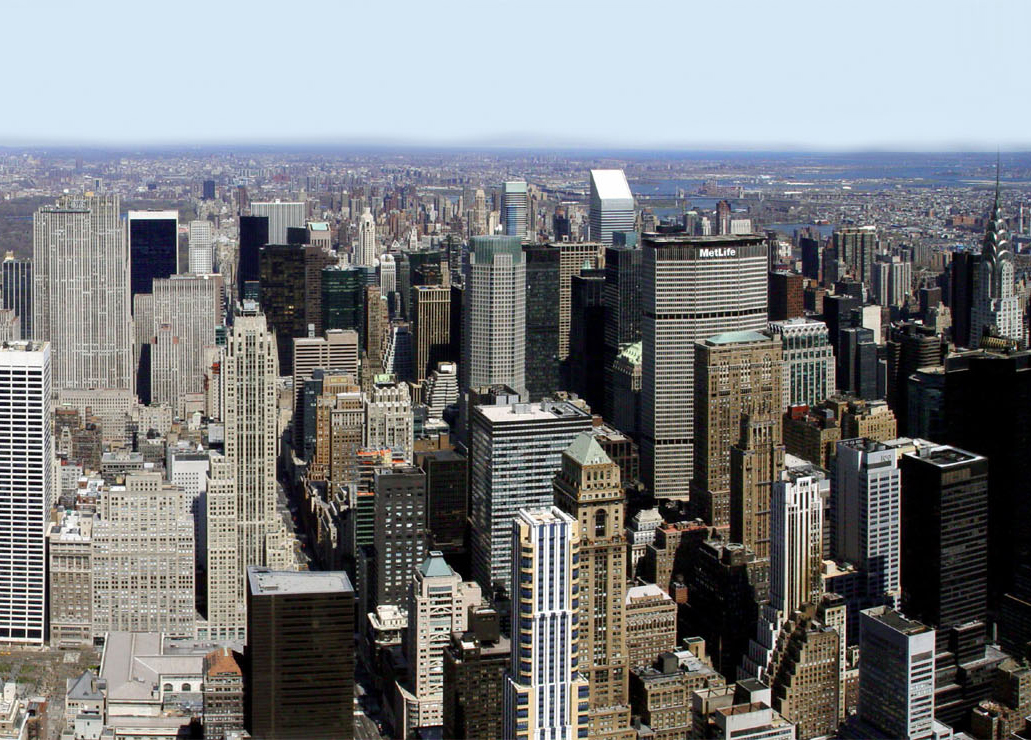
Stora delar av filmen spelades in i New York.

Filmen hade premiär i USA den 7 november 2003. När arbetet bakom filmen började 1993, så var Jim Carrey tänkt som huvudrollsinnehavare. I slutproduktionen spelas den dock av Will Ferrell. Terry Zwigoff fick erbjudande om att regissera filmen, men avstod. Regissörsjobbet gick slutligen till Jon Favreau, som också spelar rollen som läkare i filmen. Stora delar av filmen spelades in i New York i USA, men det filmades även i Vancouver i Kanada.
Filmen har vunnit två utmärkelser. ASCAP Award för "Top Box Office Films" och Golden Trailer Award för bästa komedifilm.
Will Ferrell fick ett erbjudande på 29 miljoner dollar för att göra en uppföljare (Elf 2), men tackade nej. Detta på grund av att han inte skulle kunna stå ut med kritik om filmen blev dålig, och anklagelser om att han gjorde filmen bara för pengarna. Han ville inte förstöra någonting som han gjort så bra.
Scenen där Jovie ser på nyheterna att Buddy går runt bland träden i parken är en parodi på filmen där jägaren Roger Patterson sägs ha lyckats fånga Bigfoot på bild.

### Rollista
| Skådespelare     | Roll        |
| ---------------- | ----------- |
| Will Ferrell     | Buddy       |
| James Caan       | Walter      |
| Bob Newhart      | Pappa Elf   |
| Eddie Asner      | Jultomten   |
| Mary Steenburgen | Emily       |
| Zooey Deschanel  | Jovie       |
| Peter Dinklage   | Miles Finch |
| Amy Sedaris      | Deb         |
| Andy Richter     | Morris      |

### Hemvisning
Filmen släpptes på VHS och DVD den 16 november 2004. Sedan 28 oktober 2008 finns den även tillgänglig på Blue Ray-skiva. Filmen har även släppts på Universal Media Disc, vilket möjliggör visning på Sonys spelkonsol Playstation Portable.

## Soundtrack
Tabellen nedan är en komplett lista på vilka sånger och melodier som finns med i filmen. Observera att alla spår som listat här, inte nödvändigtvis behöver finnas med på soundtrack-CD:n, som släpptes den 4 november 2003. Filmmusiken är komponerad av John Debney.
| Sång                          | Från | Skriven av                                     | Framförd av                                    |
| ----------------------------- | ---- | ---------------------------------------------- | ---------------------------------------------- |
| Pennies From Heaven           | 1936 | Arthur Johnston och Johnny Burke               | Louis Prima                                    |
| Sleigh Ride                   | 1948 | Leroy Anderson                                 | Art Ferrante och Lou Teicher                   |
| Santa Claus Party             | -    | Eddie Pola och George Wyle                     | Les Baxter                                     |
| Santa Baby                    | 1953 | Joan Javits, Philip Springer och Tony Springer | Eartha Kitt                                    |
| The Nutcracker Suite, Op.71a  | 1891 | Pyotr Ilyich Tchaikovsky                       | The Brian Setzer Orchestra                     |
| Baby, It's Cold Outside       | 1949 | Frank Loesser                                  | Will Ferrell, Leon Redbone och Zooey Deschanel |
| Jingle Bell Rock              | 1957 | Joseph Beal och James Boothe                   | Wayne Newton                                   |
| What Christmas Means to Me    | 1967 | George Gordy, Allen Story och Anna Gordy Gaye  | Stevie Wonder                                  |
| Christmas Island              | 1946 | Lyle Moraine                                   | Leon Redbone                                   |
| Brollic                       | -    | Ft and Marvin Gaye                             | Ft                                             |
| Nothing from Nothing"         | 1974 | Billy Preston och Bruce Fisher                 | Billy Preston                                  |
| Christmas Stylee              | 1992 | Johnnie Osbourne och Clement Dodd              | Johnnie Osbourne                               |
| Whoomp! There It Is           | 1993 | Stephen Gibson och Cecil Glenn                 | Tag Team                                       |
| You Make Me Feel So Young     | 1946 | Josef Myrow och Mack Gordon                    | Frank Sinatra                                  |
| Santa Claus is Comin' to Town | 1934 | J. Fred Coots och Haven Gillespie              | Zooey Deschanel, Mary Steenburgen och kör      |
| Winter Wonderland             | 1934 | Felix Bernard och Richard B. Smith             | Ray Charles                                    |
| Baby, It's Cold Outside       | 1949 | Frank Loesser                                  | Leon Redbone och Zooey Deschanel               |
| Pop! Goes the Weasel          | -    | -                                              | Spelades i en Jack-in-the-box                  |
| Auld Lang Syne                | 1788 | Robert Burns                                   | James Caan (piano) och Zooey Deschanel (sång)  |